# Выборгская провинция
Вы́боргская прови́нция — одна из провинций Российской империи. Центр — город Выборг.

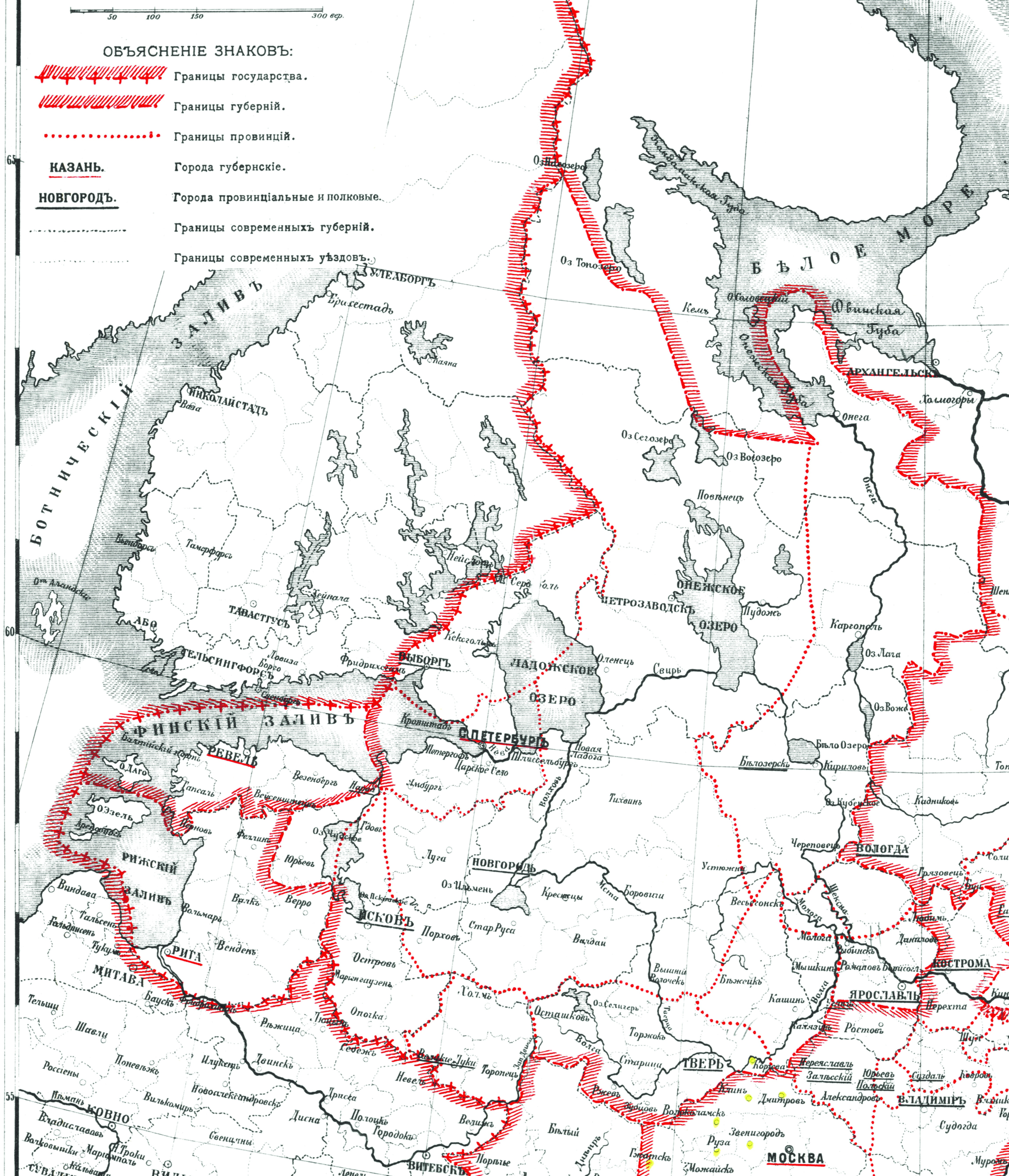
Провинция на карте Санкт-Петербургской губернии в границах 1720-х годов

Выборгская провинция была образована в ходе областной реформы в составе Санкт-Петербургской губернии по указу Петра I «Об устройстве губерний и об определении в оныя правителей» в 1719 году. В состав провинции были включены города Выборг, Кексгольм и Нейшлот, ранее входившие в состав Выборгско-Нейшлотского и Кексгольмского ленов Швеции. По ревизии 1710 года в провинции насчитывалось 6,6 тыс. крестьянских дворов.
С 1744 года Выборгская провинция, наряду с Кексгольмской и Кюменегорской, составляла Выборгскую губернию, включившую также территории, отошедшие от Шведского королевства после русско-шведской войны 1740 - 1743 гг. 
7 ноября 1775 года Екатерина II подписала закон «Учреждения для управления губерний», в соответствии с которым провинции были ликвидированы, а размеры губерний (преобразованных в наместничества) уменьшены (их число увеличилось вдвое). Административно-территориальные изменения, связанные с реорганизацией губернии в Выборгское наместничество, были проведены в 1783 году.
См. также: Старая Финляндия